# Graves-Saint-Amant
Graves-Saint-Amant é uma comuna francesa na região administrativa da Nova Aquitânia, no departamento de Charente. Estende-se por uma área de 8,99 km². Em 2010 a comuna tinha 344 habitantes (densidade: 38,3 hab./km²).